# 9.0: Live
9.0: Live ist das erste Livealbum der US-amerikanischen Metal-Band Slipknot. Das Album wurde bei der Welt Tournee zur Promotion von Vol. 3: (The Subliminal Verses) zwischen 2004 und 2005 aufgenommen.
Das Album erschien am 1. November 2005 bei Roadrunner Records und enthält Songs von Slipknots ersten drei Alben Slipknot, Iowa und Vol. 3: (The Subliminal Verses).

## Entstehungsgeschichte
Während der Aufnahmen 2002 zu ihrer zweiten DVD Disasterpieces wurden die Bandmitglieder zu einem ersten Livealbum inspiriert, nachdem sie bemerkten, dass ihre Live-Auftritte insbesondere bei Aufnahmen sehr gut waren. Zwei Jahre später starteten Slipknot eine Welttournee zur Promotion ihres damals aktuellen Albums Vol. 3: (The subliminal Verses). Diese Tournee beinhaltete 233 Konzerte in 34 Ländern innerhalb eines Zeitraums von 28 Monaten. Die Songaufnahmen von 9.0: Live wurden bei Konzerten in Singapur, Tokio, Osaka, Las Vegas, Phoenix, New York City und in Dallas gemacht. Colin Richardson mischte das Album ab.
Neben Songs aus den ersten drei Alben Slipknot, Iowa und Vol. 3: (The Subliminal Verses) enthält 9.0: Live auch den Song Purity, welcher aufgrund von Urheberrechtsverletzungen vom Debütalbum der Band entfernt wurde. Außerdem spielten Slipknot auf 9.0: Live auch Songs, welche eher selten gespielt werden wie zum Beispiel Iowa und Get This, sowie die erste Live-Performance des Tracks Skin Ticket.

## Promotion
Vor der Veröffentlichung des Albums wurde ein Ausschnitt des Liveauftritts von The Nameless im Internet von Slipknots Plattenlabel zum Download bereitgestellt. Später wurde dieser Song auch als einzige Single ausgekoppelt, weswegen ein Musikvideo zur Single mit Ausschnitten aus dem Liveauftritt der Band zur Promotion erstellt. Die Single platzierte sich lediglich in den US-amerikanischen Mainstream-Rock-Charts, wo sie Rang 25 erreichte.
Am 1. November 2005, dem Tag der Veröffentlichung des Albums, gaben Slipknot eine Autogrammstunde in einer Filiale von Best Buy in New York City. Das Album enthält ein 24-seitiges Booklet, auf dem hauptsächlich einzelne Bandmitglieder abgebildet sind.

## Titelliste
| Disc one – Chapter no. One 1. The Blister Exists – 6:24 2. (sic) – 3:52 3. Disasterpiece – 6:47 4. Before I Forget – 4:24 5. Left Behind – 3:44 6. Liberate – 3:48 7. Vermilion – 5:56 8. Pulse of the Maggots – 5:06 9. Purity – 5:12 10. Eyeless – 4:19 11. Drum Solo – 3:58 12. Eyeore – 2:16 |  | Disc two – Chapter no. Two 1. Three Nil – 5:03 2. The Nameless – 5:28 3. Skin Ticket – 6:03 4. Everything Ends – 5:03 5. The Heretic Anthem – 4:08 6. Iowa – 6:37 7. Duality – 6:07 8. Spit It Out – 5:29 9. People = Shit – 5:53 10. Get This – 2:44 11. Wait and Bleed – 3:44 12. Surfacing – 5:50 |

## Rezeption

### Rezensionen
Slipknots erstes Livealbum wurde von deutsch- und englischsprachigen Medien sowie Fans generell gut aufgenommen, so bezeichnete zum Beispiel Alexander Cordas von Laut.de das Album als amtliche Metal-Packung im Greatest Hits Format. Gelobt wurde auch die Titelauswahl, welche sich vor allem an die früheren Fans der Band richte.

### Chartplatzierungen
| ChartsChartplatzierungen       | Höchstplatzierung | Wochen |
| ------------------------------ | ----------------- | ------ |
| Deutschland (GfK)              | 24 (3 Wo.)        | 3      |
| Österreich (Ö3)                | 18 (6 Wo.)        | 6      |
| Schweiz (IFPI)                 | 43 (2 Wo.)        | 2      |
| Vereinigtes Königreich (OCC)   | 53 (1 Wo.)        | 1      |
| Vereinigte Staaten (Billboard) | 17 (11 Wo.)       | 11     |

### Auszeichnungen für Musikverkäufe
| Land/Region               | Auszeichnungen für Musikverkäufe (Land/Region, Auszeichnung, Verkäufe) | Verkäufe |
| ------------------------- | ---------------------------------------------------------------------- | -------- |
| Vereinigte Staaten (RIAA) | Gold                                                                   | 500.000  |
| Insgesamt                 | 1× Gold ·                                                              | 500.000  |

Hauptartikel: Slipknot/Auszeichnungen für Musikverkäufe